# Левашов, Николай Викторович
Никола́й Ви́кторович Левашо́в (8 февраля 1961, Кисловодск — 11 июня 2012, Москва) — российский писатель и публицист, автор учения, сочетающего славянское неоязычество, эзотерику, расизм и антисемитизм, последователь неоязыческого учения инглиизма о древних «славяно-ариях». Идеи Левашова включали расовую космическую борьбу («звездные войны») между созидательными «Светлыми» и паразитическими «Тёмными силами»; Светлые, по Левашову, представлены «белой расой», включая «арийцев» (русских), Тёмные — «серой расой» — евреями/иудеями, которых Левашов считал паразитами и ошибочным результатом генетических экспериментов.
Действительный член четырёх общественных академий. Именовал себя целителем. В 2007 году Левашов объявил себя главой «Русского общественного движения „Возрождение. Золотой век“», в СМИ характеризуемого как тоталитарный культ. В конце 2011 года выказал намерение бороться за пост президента России на выборах в марте 2012 года, однако Центральная избирательная комиссия не утвердила его кандидатуру.
Автор книг «Россия в кривых зеркалах», внесённой в Федеральный список экстремистских материалов за навязывание негативного мнения в отношении иудеев и косвенное возбуждение религиозной розни, и «Возможности разума», признанной экстремистской Центральным судом Омска.

## Краткая биография с собственных слов
Николай Левашов родился 8 февраля 1961 года в Кисловодске. По собственным словам, в 1984 году окончил кафедру теоретической радиофизики Харьковского государственного университета.
Отслужив два года офицером после окончания университета, Николай Левашов больше не возвращался к науке. Этот период жизни подробно описан в первом томе его автобиографии «Зеркало моей души».
В 1991 году Левашов с женой Светланой поехал с визитом в США и остался там на 15 лет. Начал с целительской практики, однако пациенты отказывались платить за посещения, обосновывая это тем, что его «работа им не помогает». Через некоторое время, по словам Левашова, появились и клиенты, которых он принимал в одной из трёх комнат центра акупунктуры American College of Traditional Chinese Medicine.
В 1994 году он самостоятельно опубликовал свою первую книгу «Последнее обращение к Человечеству» (в России книга была выпущена в 1997 году издательством «Русский терем»). Впоследствии Левашов написал ещё несколько книг, изданных как самостоятельно, так и в сторонних издательствах.
В 2006 году Николай Левашов вернулся в Россию. Жил и работал в Москве, писал статьи, книги, снимался в видео.
Был признан князем Фондом содействия национальному и религиозному согласию «Княжеский». Впоследствии был выведен из «Ассамблеи Князей» за «недостойное Князя поведение».

### Семья
О первой жене Левашов практически ничего не сообщал, кроме того, что прожил с ней 5 лет.
В 1988 году познакомился со второй женой, Мзией, взявшей после замужества его фамилию и продолжавшей пользоваться ею и после развода. В 1988—1990 годах Николай и Мзия Левашовы вместе занимались целительством, о них был снят фильм, транслировавшийся на ЦТ СССР. После развода Мзия Левашова объявила себя воплощением Иисуса Христа, а в настоящее время называет себя Андромедой Мзией Соломонией из Тонких миров, руководит академией альтернативной медицины «Инфинито», занимается целительством и продажей своих книг через интернет.
Третий раз был женат на Светлане Левашовой, в девичестве Серёгиной (по другим данным — Жимантене, лит. Žymantienė). Согласно книгам Левашова, Светлана якобы оказалась наследницей рода Роганов и Бриссаков (см. Герцог де Бриссак), хотя в действительности прямые ветви этих родов пресеклись несколько веков назад, а побочные ветви не пересекаются. По Левашову, Светлана получила в наследство титул принцессы (монархии во Франции не существует с 1870 года) и замок Шато-дю-Тампль вблизи Л'Иль-Бушар (в действительности принадлежавший не Роганам, а экономисту Жаку Люилье).
В ноябре 2010 года Левашов сообщил, что Светлана была убита во Франции российскими спецслужбами (в другом заявлении говорилось, что американскими). Заявление об убийстве Светланы Левашовой он повторил и в интервью телеканалу «Мир», не уточняя, кто виноват в её смерти.
11 июня 2012 года Николай Левашов умер от остановки сердца. Похороны состоялись 14 июня. Церемония прощания транслировалась через интернет. По завещанию прах Николая и Светланы Левашовых развеян с вертолёта в районе Красногорска.

## Идеи
Левашов называл себя специалистом по паранормальным явлениям. Прожив 15 лет в США, он стал там сторонником неоязыческого учения Александра Хиневича. В 2003—2007 годах он писал книгу «Россия в кривых зеркалах», ставшую развёрнутым комментарием к «Славяно-арийским ведам» Хиневича, куда Левашов включил также учение Елены Блаватской и идеи из «Велесовой книги». Левашов считал «Славяно-арийские веды» величайшим историческим памятником, который эксперты стремятся скрыть от общественности, как и «Велесову книгу», объявляя их фальшивками. Вслед за Хиневичем и другими, он заявлял, что историки-профессионалы, в числе которых, по его словам, нет «русских по национальности», злостно «скрыли» от общественности великое «ведическое прошлое», когда существовала огромная «Славяно-арийская империя», небольшой провинцией которой являлся «Киевский каганат» — Киевская Русь. Ход истории был представлен им в виде циклов, где поочередно сменяются День и Ночь Сварога, каждый длительностью в тысячу лет. Первый обладал позитивным, второй — негативным наполнением. Последняя Ночь Сварога у Левашова длилась с 988 до 1996 год, и в эту эпоху вначале христианство, а после него коммунизм нанесли русским исчислимый ущерб.
Для объяснения исторического процесса Левашов обращался к «законам эволюции», которые понимал в эзотерическом ключе. Для объяснения недавних событий он строил конструкцию со времени появления человека на Земле. Следуя эзотерическим идеям, он продвигал полигенизм и считал, что истоки разных рас находятся на других планетах или даже в других галактиках. Он выделял четыре расы — «белую», «чёрную», «красную» и «жёлтую», однако «автохтонной» считал только «белую», поскольку, по его словам, она первой прибыла на Землю около 600 тысяч лет назад, а потом щедро поделилась землями с другими расами, появившимися только 40 тысяч лет назад. «Биологическая чистота» рас имелась только в самом начале, а затем они стали смешиваться. Согласно Левашову, разные расы имеют разную скорость развития и разные поведенческие реакции, которые определяются генетикой. «Чёрная раса», по мнению Левашова, имеет «генетическую предрасположенность к паразитизму».
Следуя Хиневичу, Левашов считал человеческую историю отражением расовой космической борьбы («звездных войн») между созидательными «Светлыми» и паразитическими «Тёмными силами». Последних он видел «социальными паразитами», которые неизбежно приводят к гибели любой социальный организм, в котором поселяются. Тёмные силы имеют серую кожу и представляют собой ещё одну — «серую расу». Со ссылкой на «Славяно-арийские веды», Левашов писал, что этими силами была захвачена «Мидгард-Земля», себя они объявили «сынами Единого Бога», убили посланника Бога — Иисуса, а затем объявили его самого Богом. Автор объясняет, что к «серой подрасе» относятся иудеи, по его словам, возникшие из смешения «белой» и «чёрной» рас.
Стержнем книги является выявление истоков «злостных деяний» «серой подрасы», которая, по Левашову, является ошибочным результатом «генной инженерии». Автор писал о походах «арийцев» в Индию, в которую они принесли цивилизацию и где стремились «облагородить» местных «чёрных людей». Помогали им в этом «космические учителя Уры», которые пытались через генетические эксперименты «привести чёрную расу к свету». Однако Тëмные силы помешали им довести дело до конца, из-за чего «серая подраса» стала вредным фактором. Ею в своих интересах и воспользовались Тёмные. Эти силы убедили «серую подрасу» в том, что она «избранный народ», и снабдили её четким планом действий — Торой. Это отсылает к идее Блаватской о происхождении евреев из Индии.
Однако в итоге в Индии Светлым удалось победить чёрных магов, и «серую подрасу» отправили в ссылку в Египет, рядом находилась «главная база Тёмных сил». Египет основали атлантами, спасшиеся из Атлантиды, которая когда-то воевала со Светлыми силами. Сюда со временем перебрался «избранный народ иудеев», ставший «генетическим орудием» Тёмных сил, предоставивших ему особую религию и направивших против «белой расы», особенно против «русов». С того времени иудеи стали верными помощниками Тёмных сил по захвату власти над миром. Шагами этом пути были захват Палестины древними израильтянами, а позднее господство иудеев в Хазарии. Подвиг князя Святослава, разгромившего Хазарию помешал порабощению Руси, и гибели всей «белой расы». Вслед за европейскими антисемитами автор описывает, как иудеи обирали Западную Европу, добавляя от себя, что вплоть до раннего Средневековья в этих странах правили «русские».
Столкновение «арийцев» с «семитами», изображаемое западными антисемитами, описано в «Славяно-арийских ведах» и у Левашова как «русско-иудейская конфронтация». Он утверждал, что, пока русские придерживались своего «ведического мировоззрения», Тёмные силы не имели возможности их победить. Тогда Тёмные нашли выход, навязав русским основанное на иудаизме христианство, что стало «разрушительной идеологической программой». Последний удар по «Славяно-арийской империи» был нанесён «проиудейской династией Романовых», после чего историю человечества переписали и все упоминания о «Славяно-арийской империи» вымарали. В конце книги изображаются события 1917 года, представленные как «Великая иудейская революция», которая повлекла «геноцид русского народа». Автор опирается на антисемитскую традицию, созданную в XX веке русскими эмигрантами и западными антисемитами, включая нацистов.
Однако если нацистская историософия пессимистична, то Левашов был настроен на оптимизм. Он провозглашал начало Дня Сварога, который дал русскому народу возможность «остановить мировую паразитическую систему и вымести Тёмные силы с Мидгард-Земли». .
Левашов — автор популярных псевдонучных книг, претендующих на статус «исторических исследований».
В выступлениях и интервью Н. Левашов неоднократно делал недостоверные утверждения, например, что «Ветхий завет был введён в православное христианство только в начале XX века, а до этого он святой книгой не считался вообще», «Луна имеет искусственное происхождение; все лунные кратеры имеют одинаковую глубину», «дельфины общаются телепатически», «Патриарх Алексий II и папа Иоанн Павел II были волхвы на спецзаданиях», «за евреями стоит космическая паразитическая система», «в роддомах всех детей намеренно заражают инфекциями», «ислам — это ветвь христианства» и т. д.
Он утверждал, что способен лечить множество болезней, включая неизлечимые, лишь сознанием, без физического вмешательства, в том числе — по телефону.
Левашов утверждал, что силой мысли спас человечество или Россию от множества катастроф, реальных (засуха в Калифорнии в 1980—90-х годах, ураганы в США, пожары в США, жара и пожары в России и др.) и воображаемых (столкновение с нейтронной звездой Немезидой, внезапно образовавшиеся озоновые дыры; радиоактивные загрязнения над Россией, якобы должные произойти вследствие аварии в Японии, но отведённые защитным барьером на восток; термоядерная реакция, якобы должная произойти на разрушенной Чернобыльской АЭС).
В телевизионных и радио-интервью заявлял, что жара в России была следствием целенаправленной атаки США с помощью HAARP.
Другие «экзотические» (по выражению ведущего передачи Д. Быкова) взгляды Левашова излагались в интервью радиостанции «Сити-FM» в 2008 году.
Психолого-лингвистическая судебная экспертиза, проведённая по запросу суда города Обнинск в Калужском государственном педагогическом университете (эксперты: Е. А. Лямцева, Н. Ю. Васильева), установила, что в книге «Россия в кривых зеркалах» содержится текст, направленный на возбуждение ненависти или вражды к иудеям, на унижение их достоинства по признаку их религиозной или национальной принадлежности. Мягче заключение другой психолого-лингвистической судебной экспертизы, проведённой по запросу того же суда в ООО «Эксперт-Версия» (эксперты: преподаватели КГПУ И. А. Макаренко и Н. А. Исаева): текст признан формирующим негативный образ иудейской группы и отрицательной эмоциональной оценки их действий, навязывающим негативное мнение в отношении иудеев. Согласно оценке экспертов, в книге неоднократно звучат «тезисы об исключительности русских — прямых наследников Светлых Сил, а также „иудеев“ — носителей Тёмных Сил», что является «одной из многих попыток „переписать“ историю». Однако прямых обвинений в книге экспертиза не находит и заключает, что текст направлен на косвенное возбуждение религиозной розни. По поводу первой экспертизы (Лямцевой и Васильевой) сам Левашов заявляет, что его книга «наоборот, несёт антиэкстремистскую направленность», поскольку он считает, «что иудеи являются обманутыми жертвами, инструментом, который определённые силы используют для достижения своих конкретных целей».

## Признание книг экстремистскими материалами
Книга Левашова «Россия в кривых зеркалах», размещённая в сети Интернет, была признана экстремистским материалом решением Обнинского городского суда Калужской области от 23 апреля 2010 года и Калужского областного суда от 22 декабря 2010 года, и включена в Федеральный список экстремистских материалов.
В связи с запретом книги «Россия в кривых зеркалах» в Ярославле, Кирове были проведены небольшие пикеты в поддержку Левашова. На двоих участников пикета было заведено уголовное дело и в июле 2011 года они были приговорены к обязательным работам.
Центральный суд Омска признал книгу «Возможности разума» экстремистской. Эксперты нашли в книге «данные, формирующие установки на восприятие» наций, религий и их действий как враждебных, также способствующие мнению об превосходстве или неполноценности по национальным и религиозным признакам.

## Выдвижение кандидатом в президенты России
На президентских выборах 2012 года, первым 25 ноября 2011 года в Центральную Избирательную Комиссию РФ поступило уведомление о проведении собрания группы избирателей по кандидату в президенты России в порядке самовыдвижения от представителя профсоюзной организации Левашова Николая Викторовича. Собрание состоялось 2 декабря 2011 года.
16 декабря 2011 года ЦИК РФ сообщил, что отказал Левашову Николаю Викторовичу в регистрации, так как не выполнено требование о проживании на территории РФ не менее последних 10 лет.

## Выступления (семинары)
Публичные выступления (семинары), по словам Левашова, он начал проводить ещё в 1991 году в России, продолжил — в США. С 2010 года вновь проводит выступления в России. Семинары посещают тысячи людей. Эта информация подкрепляется видеозаписями, которые Левашов выкладывает на свой сайт и другие ресурсы в интернете, а также сторонними наблюдателями, включая критиков. На выступлениях целитель производит действия, должные, по его словам, «освободить от блокировок», а также учит «извлекать астральных паразитов», присосавшихся к людям и видимых, по их словам, некоторым из аудитории. Также некоторые посетители на сцене сообщают, что их астральное тело вышло из физического. Иллюзионист Юрий Горный утверждает, что присутствовал на одном из выступлений и заметил, что на сцену выходят лишь люди, отобранные по тестам на наибольшую внушаемость, что ему представляется недобросовестной и опасной манипуляцией. Со своей стороны, Левашов не отрицает применения отбора зрителей по внушаемости, и рассказ об этом размещён на его сайте.

## «Возрождение. Золотой век»
Общественное объединение «Возрождение. Золотой век» было создано Николаем Левашовым в России 12 мая 2007 года, как утверждает сам Левашов. Объединение не имеет регистрации в Минюсте, оно основано на членстве, фактически и в соответствии с уставными документами оно имеет несколько отделений в разных субъектах РФ, и тем самым объединение является незарегистрированной межрегиональной общественной организацией, хотя себя оно именует «русским движением». Несмотря на то, что одна из книг Левашова признана экстремистским материалом, деятельность объединения не была запрещена. По мнению религиозных экспертов, организация «Возрождение. Золотой век» является деструктивной сектой.
Организация декларирует своими задачами «скорейшее пробуждение человечества от многовековой „спячки“ во время неблагоприятного тысячелетнего воздействия последней Ночи Сварога; создание мировоззрения и идеологии, которые отражали бы чаяния русского и других коренных народов Руси; способствование возрождению ведической цивилизации на нашей планете — Мидгард-Земле и возвращению землян к естественному эволюционному развитию через просветление Знанием». Под «Знанием» общественная организация понимает концепции, выдвигаемые Н. Левашовым и заявляемые им как научные, но не имеющие никакого признания ни в науке, ни в смежных неоязыческих объединениях. Секретариат находится в Москве. Кроме того, местные ячейки организации действуют в 18 городах России, а также в Киеве, Кишинёве, Минске и Харькове. По словам организации, она рассматривает возможность официальной регистрации в Минюсте.
Организация проводит пикеты с лозунгами в защиту книги Левашова «Россия в кривых зеркалах», против использования генетически модифицированных организмов и вакцинации, а также проводит другие акции. Эти мероприятия неоднократно освещались в региональной прессе. Можно упомянуть многочисленные публикации северодвинской газеты «Северный рабочий», статьи в орехово-зуевской интернет-газете OZ-ON.RU (зарегистрированной как СМИ), публикации в газете «Твой Иркутск» и в «Новостях Кировской области». Харьковская ячейка организации распространяет рекламу книг Левашова под видом информационно-просветительских материалов в журналах для молодожёнов.
С критикой пикетов неоднократно выступала газета «МК в Архангельске».

### Распространение идей Левашова и Ермаковой в учебных заведениях
Одной из основных задач организации «Возрождение. Золотой век» является распространение идей, почерпнутых из книг и статей Левашова. По заявлениям самих представителей объединения (подтверждаемым видеозаписями), его активисты проводят внепрограммные лекции в школах. Видеозаписями подтверждена лекция в частном колледже Мосэнерго в 2009 году, где активисты «Возрождения», назвавшиеся студентами Гнесинского института, рассказывали школьникам о телегонии и других не признанных наукой концепциях, включая идеи, якобы открытые Левашовым (которого в докладе называли академиком).
Видеозаписи выступлений Левашова выложены также на сайте частного киевского вуза «Східний світ» («Восточный мир», бывший коммерческий вуз на базе школы, ликвидирован приказом Министерства образования и науки Украины в 2012 году, в 2011 в этот вуз не были поданы документы ни одного абитуриента).
В октябре 2010 года при поддержке организации «Возрождение. Золотой век» учитель О. И. Шепетовская провела детскую конференцию в школе № 45 Петропавловска-Камчатского. С помощью учителя школьники готовили доклады об опасности ГМО, опираясь, в том числе, на работы И. Ермаковой, не признанные научным сообществом. На той же конференции старшеклассница В. Северина, активистка организации «Возрождение. Золотой век», делала доклад о биологическом оружии на основе рассказов Левашова. Конференция привлекла внимание местной газеты «Камчатский край», а ближе к лету 2011 года школьники начали распространять буклеты.
Организация осуществляет деятельность, направленную на продвижение идей Левашова, и в школе № 17 города Полевской Свердловской области.

## Освещение деятельности в СМИ
Н. Левашов выступает во множестве фильмов, опубликованных в Интернете без указания авторского коллектива. Его фильмы размещены на сайтах YouTube.com, rutube.ru, video.mail.ru, smotri.com и десятках других, а также на торрент-трекерах и в социальной сети «ВКонтакте». Вместе с тем Левашов выступал и по федеральным и региональным телевизионным каналам и в радиопередачах, а также в фильмах.
Некоторые записанные интервью телекомпании в итоге не стали пускать в эфир. В частности, по утверждениям на сайте объединения Левашова «Возрождение. Золотой век», сюжет, записанный с Левашовым для канала ТВ Центр в октябре 2010 года, «не решились показать в программе Анны Прохоровой». Телеканал РТР тоже не счёл интервью с Левашовым достаточно удачным, чтобы включить его в передачу «Климат. Мировая революция». Ряд передач, вышедших в эфир, также был значительно урезан по сравнению с первоначальной версией (по утверждениям Левашова, подтверждаемым оригинальными видеозаписями).
Кроме того, Левашов утверждает, что снимался в интервью New York Times, CNN (1995), KTVU (1996), BBC (l998), «Волга-ТВ» (Нижний Новгород, 2 июня 2007), «ВКТ» (передача «Марафон» 15 января 2008), «ТВ-5» (22 августа 2010), «НТВ-Плюс» («Актуальный разговор», начало октября 2010), а также давал интервью радио «Юность» (19 марта 2008), дважды выступал в эфире радиостанции Архангельска (1991). В подтверждение предлагаются видео- и аудиозаписи. В силу недостаточно подробных сведений или отсутствия в открытом доступе архивной программы передач для этих каналов нет возможности проверить, что записи действительно производились соответствующими компаниями и в итоге вышли в эфир.

### СССР
В конце 1980-х годов деятельность Николая Левашова стала публичной. К середине 1988 года он уже профессионально занимался нелегальной деятельностью (врачеванием):Гл. 14. В то же время он женился второй раз на целительнице Мзии, занимавшейся публичными сеансами гипноза. В то время и позже, в 1990-е годы, Мзия Левашова была довольно известным экстрасенсом, и её рассматривали как в хвалебных и нейтральных, так и в критических публикациях.
Вместе с другими людьми, претендующими на экстрасенсорные способности (в частности, с А. В. Чумаком), Левашов создавал «Фонд народной медицины» и пытался получить поддержку этого фонда в структурах власти (по его собственным словам, в Министерстве торгового флота, однако, по-видимому, речь идёт о Министерстве морского флота СССР).
Затем Левашов оказался вхож в МИД СССР и начал пропагандировать там свои идеи. Этот аспект деятельности Левашова и других целителей рассматривались в книге американского журналиста Скотта Шейна и трактуется им как отрицательная сторона ослабления цензуры в СССР. В частности, Шейн отмечает, что уже в конце 1989 года Левашов заявлял, будто очищает воздух от выбросов силой мысли, разговаривает с дельфинами, лечит по телефону и способен видеть внутренние болезни сквозь плоть. Шейн познакомился с Левашовым на брифинге в Министерстве иностранных дел, посвящённом позиции СССР по Анголе, о которой Левашов не имел никакого представления (по собственным словам, в пересказе Шейна). Сведения, поданные в книге Шейна в критическом ключе, в общих чертах совпадают с фактологией автобиографии Левашова.
В июле 1990 в передаче «Взгляд» на Центральном телевидении (ЦТ) СССР вышел фильм «Меморандум Левашовых», посвящённый якобы целительским и экстрасенсорным способностям Николая и Мзии Левашовых. Фильм был основан на заявлениях четы целителей, а также на словах четырёх добровольцах-«испытуемых». Журналист А. Бойцов сообщил, что после сеансов с Левашовым и его женой он научился мысленно вылетать из своего тела и возвращаться назад, «сопровождаемый» в «полёте» Мзией. Журналист Р. Гаевский сказал, что научился снимать чужую боль. Третий журналист — Михаил Дехта — сообщал, будто видит внутренние органы, свои и окружающих людей. Михаил Дехта не был независимым испытуемым: ещё до съёмок у него были доверительные отношения с Левашовым:Гл. 17. Он же в дальнейшем участвовал в представлениях и семинарах, проводимых Левашовым. Четвёртым «испытуемым» был Рубен Исаакян, уже в те годы занимавшийся нетрадиционной медициной, а впоследствии перебравшийся в Калифорнию и основавший там клинику альтернативной медицины Altimed. Исаакян заявил, что вылечил собаку от неизвестной уникальной болезни по фотографии. Помимо выхода в эфир Центрального телевидения, подготовленные материалы были опубликованы в виде статьи в журнале «Телевидение и радиовещание».
Несмотря на то, что фильм и статья были посвящены чете Левашовых (хотя, по словам Левашова, к моменту выхода передачи в эфир они уже были в разводе), упор был сделан на паранормальные способности Мзии. Это отмечает и сам Левашов и заявляет, что такой акцент поставлен несправедливо, поскольку, по его словам, именно он научил Мзию целительству. Со своей стороны, Мзия вообще не высказывается по поводу событий начала 90-х годов, поскольку вскоре объявила себя воплощением Иисуса Христа, а затем стала называть себя Андромедой Мзией Соломонией из Тонких миров. Также о целительстве Николая и Мзии Левашовых рассказывалось в книге Б. И. Кузника.
В 1990—1991 годах Левашов ездил по стране, занимался целительской практикой, проводил публичные лекции, на которых, в частности, заявлял, что восстановил озоновый слой и удалил радиоактивные вещества из Чернобыльской АЭС. Сохранился ряд записей Левашова тех времён, в том числе сделанных для телевидения, однако нет сведений о том, выходили ли эти передачи в эфир. Помимо М. Дехты, Левашова поддерживал Борис Иванович Катаргин, крупный инженер-ракетостроитель, генеральный конструктор НПО «Энергомаш» и депутат ВС СССР. На центральном телевидении Левашов в тот период больше не выступал.

### США
В 1991 году Левашов переехал в Калифорнию со своей женой Светланой. Начал с целительской практики, однако пациенты отказывались платить за посещения, обосновывая это тем, что его «работа им не помогает». Через некоторое время, по словам Левашова, появились и клиенты, которых он принимал в одной из трёх комнат центра акупунктуры American College of Traditional Chinese Medicine. Завёл знакомство с семьёй Орбелян, некоторые из членов которой — Геворг Орбелян (George Orbelian) и его жена Марша (Marcia Paulsen-Orbelian) — поддерживали Левашова и снимались на местном телевидении в передачах о Левашове. Геворг Орбелян подготовил и перевод книг Левашова на английский язык.
Левашов также выступал в эфире местной радиостанции Russian Voice Radio («Русский голос»).
Лечебная деятельность Левашова неоднократно обсуждалась в американских СМИ, книгах и журналах. Левашова как физика и хилера упоминает в своей книге (в разделе «благодарности») астролог Жанна Эвери. Левашова считают учителем целитель Роберт Гинсбург, психоаналитик (райх-терапевт) Ричард Бласбенд и его целительская фирма Center For Functional Research, целитель Тодд Телфорд. На Левашова как на выдающегося физика и экстрасенса ссылается в нереферируемом журнале Барбара Купман, получившая образование психиатра в гериатрии (M.D., Ph.D.) и пишущая статьи по теме целительства и экстрасенсорного восприятия.
Привлёк Левашов и внимание борцов с лженаукой. В журнале Sceptic Общества скептиков была опубликована статья Майкла Шермера, сообщающая, что доверие Барбары Купман Левашову происходило из-за исцеления больной раком подруги Купман, известной актрисы Сьюзан Страсберг, якобы совершённого Левашовым. Однако, несмотря на заявления Левашова, в январе 1999 года Страсберг умерла от рака.
Весной 2002 года в возрасте 40 лет у известного психолога Элизабет Тарг, изучавшей возможности хилеров и экстрасенсов, обнаружили в мозге опухоль — мультиформную глиобластому. Ей была проведена операция, а также предписана радиотерапия. Тарг, доверявшая альтернативной медицине, пригласила также индейских шаманов, специалиста по акупунктуре и Левашова. Левашов сделал пассы руками, сообщил, что он остановил рак, и уговорил Тарг прекратить радиотерапию. Состояние Тарг ухудшалось, но Левашов сказал, что виновна не опухоль, а некротические ткани, которые необходимо вырезать. Почти месяц ушёл на поиск хирурга, который бы согласился это сделать. В итоге муж Тарг обратился к онкологам, и по МРТ-снимкам те сообщили, что глиобластома (отнюдь не остановленная Левашовым) уже в опасной стадии и операцию проводить нельзя. В любом случае, было уже поздно: предыдущей ночью Элизабет Тарг умерла. Эта история была опубликована в журнале «Wired», а также использовалась в статье Вика Стенджера.
Также известна история семьи Причард, в связи с которой Левашов попал в газеты, на телеканал государственного масштаба и в науковедческую литературу. Девочка Изабелла (Isabelle Prichard), как сообщали СМИ, с рождения имела мультиформную глиобластому, её уже трижды удаляли, но каждый раз опухоль появлялась заново. Семья, имевшая склонность к нетрадиционной медицине, обратилась к Левашову. Левашов провёл серию сеансов целительства, часть лично, а часть по телефону. Опухоль была в очередной раз удалена хирургами, и наступила ремиссия, продолжавшаяся много лет. Однако к 2007 году на КТ-изображениях вновь появилось уплотнение в мозге, врачи заявили, что это, вероятно, глиобластома, и посоветовали срочно её удалить. Однако Левашов сообщил, что это «растут нервные клетки». Семья отказалась от операции. Пресс-служба Департамента социальных служб штата Орегон заявила, что по законам штата родители могут отказаться от лечения детей, если это связано с их религиозными убеждениями. История исцеления нашла отражение в многочисленных публикациях Барбары Купман в журналах о целительстве и в американской телевизионной передаче Unsolved Mysteries. Ситуация с отказом семьи от лечения, в свою очередь, отражена в критических статьях в «Энциклопедии заблуждений» и в местной газете Ashland Daily Tidings, в книгах, а также в критической заметке невролога Стивена Новеллы. О дальнейшей судьбе девочки СМИ не сообщали.

### Россия
После приезда в Россию в 2006 году Левашов стал активно выступать в средствах массовой информации и печатать книги. В 2008 году он дал часовое интервью радиостанции «Сити-FM», в котором изложил свои взгляды на происхождение жизни, рассказал о колонизации Земли инопланетянами, о человекообразных существах, живших во времена динозавров и основавших цивилизацию Атлантов, о фальсификации истории, об «Арийских ведах» и «Велесовой книге». Он был приглашён в роли эксперта по климатологии в эфир телеканалов «РЕН ТВ», «Первый канал», «ДТВ», «ТВ3», «Россия-1», а также на радио и на региональных телеканалах и в газету «АиФ». Принимал участие в документально-популярных фильмах. На Левашова как на учёного, академика ссылаются и в «жёлтой прессе» — статья «Экспресс-газеты», а его мнения также перепечатывались в подборке новостей в Russland-Aktuell.
В ряде интервью Левашова СМИ придерживаются нейтральной позиции. Так, в эфир МТРК «Мир» вышло краткое интервью Левашова, где тот рассказывал об управлении погодой и убийстве своей жены. При этом репортёры воздержались от собственной оценки сказанного и компетенции Левашова, он был представлен как «автор, радиофизик по образованию».
В июне 2011 года состоялось продолжительное интервью с Левашовым на телеканале «Столица», в котором ведущий А. Мягченков подверг высказывания Левашова критике и назвал его «псевдоучёным».
Публикации о Левашове встречаются и в региональных печатных СМИ. Некоторые статьи апологетичны, в частности, ряд публикаций в газете «Завтра». Другие, называя Левашова учёным, возмущены внесением его книги в список экстремистских материалов и протестуют против цензуры. Поддержку Левашову осуществляет печатное издание «Президент», управляемое писателем и автором неакадемических дисциплин А. Тюняевым.
Печатаются и критические статьи: «МК в Архангельске» публиковал материалы о Левашове и его защитниках и о скандале между Левашовым и Татьяной Дивнич (по выражению газеты, «грызне „пророков“ и „целителей“»). С регулярной критикой Левашова выступает интернет-газета «Православие на Северной земле». Критикуется Левашов как лжеучёный и создатель деструктивной секты.
Критикуется Левашов журналистом Дмитрием Новгородским.
Жёсткой критике подверг Левашова иллюзионист Юрий Горный, известный, в том числе, разоблачениями экстрасенсов. Горный утверждает, что посетил публичное выступление Левашова и наблюдал недобросовестные и опасные манипуляции целителя с десятком людей, необычайно подверженных гипнозу. То, что для демонстрации возможностей Левашова из всей аудитории отбираются наиболее подверженные внушению люди, подтверждается и на сайте самого Левашова.

### Левашов в рунете
Левашов и группа поддерживающих его людей (подписывающихся именами Елены Любимовой, Елены Биттнер и Дмитрия Байды) проявляют значительную активность в русскоязычном Интернете. Помимо деятельности на «персональном» сайте, чьи три URL-адреса названы в Федеральном списке экстремистских материалов (сайт имеет и множество других синонимов), создан ряд сайтов и форумов, а также ведётся агитация на сайтах родноверческой направленности. Краткий видеодоклад Левашова о чудесах растениеводства разместила на своём сайте известный борец с генетически модифицированными организмами Ирина Ермакова.
Активная критика Левашова также разворачивается в рунете.
В Интернете публикуется ряд изданий, не зарегистрированных в качестве СМИ, но позиционирующихся как газеты. Это «Русское Агентство Новостей» (на сайте одной из целей проекта указана «широкая пропаганда Новых Знаний академика Н. Левашова») и сайт tver13.ru, мимикрирующий под интернет-версию известной газеты «Тверская, 13». Часть этих «газет» поддерживает Левашова, а часть критикует.

## Критика
Во множестве источников критиковалась целительская практика Левашова. Сообщалось, что в результате этой практики погибли пациенты Левашова.
Высказывания Николая Левашова также критикуются в СМИ как заведомо ложные.
Так, в книгах и интервью Левашов утверждает, что в 1991 году сумел за пять минут очистить все поверхностные (реки, озёра, болота) и грунтовые воды Архангельской области от промышленных загрязнений, при этом якобы прекратились и кислотные дожди. Как говорит Левашов, 

Деревообрабатывающая промышленность в Архангельской области не перестала травить воду своими отходами, но, тем не менее, и через шестнадцать лет после этой моей работы в октябре 1991 года, вода в архангельской области по-прежнему чистейшая и самая лучшая в России!
Региональные газеты обратили внимание на рассказы Левашова и опубликовали опровергающие статьи, согласно которым высказывания Левашова противоречат действительности. И действительно, Министерство природных ресурсов РФ констатировало, что в 2001 году в Архангельской области отмечалось наихудшее состояние поверхностных вод в России.
На неавторитетность и ненаучный характер общественных академий, в которых состоит Николай Левашов, неоднократно обращалось внимание прессы. Так, уфимским агентством «МедиаКорСеть» он назван «псевдоучёным, академиком четырёх известных только ему академий» и «шарлатаном», а «Возрождение. Золотой век» — организацией «сектантского характера». В той же статье в критическом свете упомянуты взгляды Левашова на историю, религию, климат, а также рассказы Левашова, будто он очищал реки Архангельской области, останавливал ураганы в США и прекратил засуху в Калифорнии. Имеются в виду заявления Левашова, что в 1992 году он остановил засуху, длившуюся на юге США 6 лет подряд (обычно её описывают как серию засух). Левашов пишет: 

в начале февраля 1992 <…> я приступил к действию. И буквально через несколько минут появились тучи и пошёл дождь. <…> Я уже себе чётко представлял, что «выжав» из воздушных масс воду в одном месте, я создам проблему в другом. <…> Я применил принципиально другие способы. Во-первых, я решил не допустить выпадения осадков над океанскими просторами, а «донести» влагу до континента и позволить ей оросить собой иссохшуюся землю. Во-вторых, я попробовал запустить синтез воды из первичных материй или, как их называют современные учёные — из тёмной материи. Вполне вероятно, сработали оба метода <…> с небес полилась вода, как во время хорошего ливня. <…> Дожди пошли ВЕЗДЕ, а не только в Сан-Франциско <…> где был сильный дождь — стал ливень, а где был ливень — возник маленький «потоп»! <…> С тех пор, до самого моего отъезда из США, в Калифорнии, да и не только, больше не было проблем с водой <…> дожди шли не только во время зимнего периода, как это было всегда до нашего приезда в США, но и в течение всего года <…> Кто-то может сказать, что всё это, в лучшем случае, случайное совпадение, но после моего отъезда из США, в Калифорнии (да и не только) вновь засуха, и засуха с каждым годом охватывает всё больше и больше территорий.
 Вопреки этим утверждениям, согласно данным Департамента водных ресурсов Калифорнии, засуха прекратилась лишь осенью 1992 года. Никаких значительных осадков в феврале 1992 года не было. Вслед за прекращением засухи в Калифорнии, в 1993 году наступила разрушительная засуха в юго-восточных штатах. Утверждение Левашова о том, что «после отъезда из США в Калифорнии вновь засуха», также противоречит метеорологическим данным.
Членство Николая Левашова в малоизвестных общественных академиях также было раскритиковано архангельским информационным агентством «RusNord», назвавшим Левашова «лже-академиком», а рассказ Левашова о якобы выполненном им устранении урагана «Лили» — «готовым диагнозом для психиатра». Критике подвергается следующее утверждение Николая Левашова: он говорит, будто силой мысли 4 октября 2002 года в 3 часа утра по восточному американскому времени (то есть 4 октября в 07 часов UTC) подействовал на ураган так, что за несколько часов сила последнего опустилась с 4 до 1 категории. Однако заявления Левашова не только не подкреплены никакими доказательствами, но и противоречат данным Национального ураганного центра, согласно которым ураган ослаб до 1 категории ещё вечером 3 октября (UTC).
Критике подвергались также безуспешные попытки последователей Николая Левашова «завербовать» одно из молодёжных объединений. Так, информагентство Regions.ru цитирует слова членов объединения, отказавшихся от сотрудничества с Левашовым: 

Искажение отечественной истории «левашовцами», опора на ложную духовность, отрицающую традиционные ценности русского народа, просто несовместимы со здоровым патриотизмом.
В мае 2012 года три крупнейших родноверческих объединения России (Круг языческой традиции, «Союз славянских общин славянской родной веры», «Велесов круг») признали теории Левашова на почве мифологии и фольклористики псевдонаучными и наносящими вред «славянской вере».

## Награды
- Медаль РАЕН «За выдающиеся научные достижения в области ноосферных технологий», 2006 год[119]
- Награда благотворительного фонда «Гордость Отечества» орден «Гордость России», 30 июня 2008 года[120]
- Орден Всемирной академии наук комплексной безопасности «За верность долгу» II степени, 2 августа 2010 г.[119].

## Сочинения
Левашов — автор нескольких книг, как опубликованных на сайтах, так и напечатанных. Среди первых следует упомянуть «Россию в кривых зеркалах», признанную судом экстремистским материалом за пропаганду юдофобии. Среди печатных книг:
- «Последнее обращение к человечеству…», М.: ИД «Русский терем», 1997. — 336 с. ISBN 5-87216-003-0. Тираж 9000 экз.
- «Неоднородная Вселенная», Архангельск: ИД «Правда севера», 2006, — 396 с. ISBN 5-85879-226-X. Тираж 5000 экз.
- «Возможности Разума. Сборник статей», Архангельск: ИД «Правда Севера», 2006 г., — 278 с. ISBN 5-85879-278-2. Тираж 2000 экз.
  - вторая редакция, Москва: Издатель И. В. Балабанов, 2008 г., — 208 с. ISBN 978-5-91563-008-5. Тираж 5000 экз.
  - третья редакция, СПб.: Издательство Митраков, 2011 г., — 304 с. ISBN 978-5-4264-0007-8. Тираж 5000 экз.
- «Зеркало моей души», т.1, СПб: Издательство Митраков, 2010 г., — 528 с. ISBN 978-5-4264-0001-6. Тираж 5000 экз.
- «Зеркало моей души», т.2, СПб: Издательство Митраков, 2011 г., — 544 с. ISBN 978-5-4264-0008-5. Тираж 5000 экз.
- «Сказ о Ясном Соколе. Прошлое и настоящее», СПб: Издательство Митраков, 2011 г. — 192 стр. ISBN 978-5-4264-0002-3. Тираж 7000 экз.

Также опубликована книга, автором которой названа Светлана де Роган-Левашова:
- «Откровение», СПб.: Издательство Митраков, 2011 г., издана в двух томах. Тираж 7000 экз.

Книги, как и другие материалы, доступны для бесплатного скачивания на сайте Левашова. Жанр книг — эссе и мемуары.